# Saja
Saja (także Saja san, 사자산문/獅子山門)) – koreańska szkoła sŏn, jedna z 9 górskich szkół sŏn.
Szkoła ta została założona przez mistrza sŏn Ch'ŏlgama Toyuna (798–868). W 825 r. udał się on do Chin, gdzie został uczniem wybitnego mistrza chan Nanquana Puyuana (748–835) ze szkoły hongzhou, ucznia Mazu Daoyi. 
W 847 r. powrócił do Silli razem z T'onghyo Pŏmilem. 
Jego najwybitniejszym uczniem był Chinghyo Chŏlchung. 
Szkoła cieszyła się poparciem władców Silli. 
W 1356 r. wszystkie szkoły sŏn zostały zjednoczone pod nazwą chogye przez wybitnego mistrza sŏn T'aego Poŭ (1301-1382).

## Linia przekazu Dharmy zen
Pierwsza liczba oznacza liczbę pokoleń mistrzów od 1 Patriarchy indyjskiego Mahakaśjapy.
Druga liczba oznacza liczbę pokoleń od 28/1 Bodhidharmy, 28 Patriarchy Indii i 1 Patriarchy Chin.
Trzecia liczba oznacza początek nowej linii przekazu w danym kraju.
- 35/8 Mazu Daoyi (709–788) szkoła hongzhou
  - 36/8 Nanquan Puyuan (748–835)
    - 37/9/1 Ch'ŏlgam Toyun (798–868) szkoła saja – Korea
      - 38/10/2 Chinghyo Chŏlchung (826–900)
        - 39/11/3 Yŏchong
        - 39/11/3 In'ga